# Potamonautes niloticus
Potamonautes niloticus é uma espécie de crustáceo da família Potamonautidae.
Pode ser encontrada nos seguintes países: Egipto, Etiópia, Ruanda, Sudão e Uganda.
Os seus habitats naturais são: rios.